# بنيامين غريتس
بنيامين غريتس (بالمجرية: Grátz Benjámin)‏ (مواليد 16 فبراير 1996) هو سبّاح مجري، مثّل بلاده في الألعاب الأولمبية الصيفية 2016.

## روابط خارجية
بنيامين غريتس على موقع الاتحاد الدولي للسباحة (الإنجليزية)
- بنيامين غريتس على موقع أوليمبيديا (الإنجليزية)